# El Sargento (Baja California Sur)
El Sargento es una localidad del estado mexicano de Baja California Sur. Es parte del municipio de La Paz.

## Demografía
| Gráfica de evolución demográfica |
|                                  |

| Censo | Población |
| ----- | --------- |
| 1910  | 12        |
| 1921  | 5         |
| 1930  | 4         |
| 1940  | 36        |
| 1950  | 112       |
| 1960  | 177       |
| 1970  | 254       |
| 1980  | —         |
| 1990  | 658       |
| 2000  | 848       |
| 2010  | 958       |
| 2020  | 1 359     |